# Argot homosexuel
L'argot homosexuel est un registre de langue ou un sociolecte utilisé ou connu par certaines personnes homosexuelles. Sa formation et son utilisation dépendent entre autres de la langue principale de ses locuteurs, ainsi que du statut des communautés LGBT dans la région concernée.

## Origine
L'argot naît quand une fraction de la population crée un code de communication qui lui est propre, par distanciation avec le reste de la société, pour maintenir sa différence ou plus vraisemblablement par crainte de persécution ou de représailles, du fait même de son existence. L'utilisation de l'argot, associé aux codes de conduite du groupe, peut servir de signe de reconnaissance, renforce le sentiment d'appartenance de l'individu au groupe et lui permet de construire et d'affirmer son individualité,,.

## Construction
Les argots homosexuels peuvent être basés sur l'argot traditionnel, avec des ajouts de termes régionaux ou plus récemment l'influence politique anglo-saxonne et de l’anglais, certains mots issus du jargon militant ou de pratiques sociales pouvant être directement repris.
Dans certains cas, l’origine des termes employés est plus particulière, par exemple les nombreux termes en Gayle étant en fait des prénoms féminins dotés d’une nouvelle signification.

## Étude
Ces argots font l’objet de travaux linguistiques, dont les premiers remontent aux années 1950 ; jusque dans les années 1990, il s’agit surtout de lexiques ou de discussions sur l’usage de certains termes, avant que les recherches prennent en compte les liens entre langages et communautés. Depuis avril 1993 se tient la conférence Lavender Languages & Linguistics, consacrée à la recherche linguistique sur les communautés LGBT.

## Dans le monde

### Afrique du Sud
En Afrique du Sud coexistent deux argots : l’isiNgqumo, basé sur le zoulou et parlé par les hommes homosexuels d’expression bantoue ; et le Gayle, tiré de l’anglais et de l’afrikaans.

### États-Unis
L’argot américain illustre notamment le « retournement » des insultes homophobes, récupérées par les communautés gay comme marques de fierté ou d’identification, comme les mots dyke, queer ou queen. Il emprunte aussi à d’autres argots du monde du spectacle, de la drogue ou des prisons. Des linguistes comme William L. Leap distinguent des spécificités de cet argot au niveau du phrasé et de la diction, ainsi qu’une tendance à l’exagération ; ils notent également des particularités dans l’argot gay utilisé par les afro-américains, qui incorpore aussi des attributs issus de la culture noire américaine.

### Royaume-Uni
Le Polari était utilisé, surtout à Londres, à partir de l’époque victorienne ; en déclin depuis la dépénalisation de l’homosexualité en 1967, cette langue formée d’un mélange d’italien, de yiddish ou de verlan est considérée comme « en danger » et fait l’objet de programmes d’études et de sauvegarde depuis les années 2000.